# Біволеріє
Біволеріє (рум. Bivolărie) — село у повіті Сучава в Румунії. Адміністративно підпорядковане місту Вікову-де-Сус.
Село розташоване на відстані 387 км на північ від Бухареста, 51 км на північний захід від Сучави.

## Населення
За даними перепису населення 2002 року у селі проживали 2959 осіб, з них 2957 осіб (99,9%) румунів. Усі жителі села рідною мовою назвали румунську.